# Lobsang Samten (homme politique)
Pour les articles homonymes, voir Lobsang Samten.
Lobsang Samten (tibétain : བློ་བཟང་བསམ་གཏན, Wylie : blo bzang bsam gtan, Taktser (Tibet), automne 1933 - New Delhi (Inde), 28 septembre 1985) est un homme politique tibétain et un des trois frères aînés du 14e dalaï-lama.

## Biographie
Lobsang Samten est le 3e fils de Sonam Tsomo (Diki Tsering) et Choekyong Tsering qui ont 16 enfants, dont 7 dépassent la petite enfance. Il nait après Tsering Dolma née en 1919, Thupten Jigme Norbu, né en 1922, Gyalo Dhondup, né en 1928 et avant Tenzin Gyatso né en 1935, Jetsun Pema et Tendzin Choegyal, nés à Lhassa en 1940 et en 1946.
Le 21 juillet 1939, il fait partie du groupe de 50 personnes qui part de Koumboum pour Lhassa, pour un voyage qui dure 3 mois, et comprend outre le jeune dalaï-lama, Gyalo Dhondup, leurs parents, Tagtsèr Garpa Logèr (un oncle moine), escortés par Kwetsang Rinpoché et sa délégation de recherche, et des marchands musulmans. Le groupe est accompagné par les gardes du corps envoyés par Ma Bufang contre paiement.
Lobsang Samten et le dalaï-lama voyagent dans une même litière (treljam en tibétain), portée par 2 mules. Quand le terrain était dangereux, ils étaient portés par des moines. 
Lobsang Samten vit initialement au palais du Potala, dans une chambre à proximité des appartements de son frère, avec qui il suit les mêmes enseignements.
Alors que le dalaï-lama a 12 ans, il est isolé de sa famille et de Lobsang Samten, qui lui rend visite au Potala. Le dalaï-lama presse Lobsang Samten de questions au sujet de l'école qu'il fréquente, et de ses longues randonnées à cheval avec son père, passionné de chevaux. Lors d’une d’entre elles, Lobsang Samten fait une chute qui le laissa inconscient, nécessitant une longue convalescence.
Lobsang Samten rend visite au dalaï-lama deux fois par mois au Potala. Ils utilisent le projecteur du 13e dalaï-lama pour visualiser des films qui les fascinent. L’appareil tombe en panne, et le dalaï-lama le répare. Il envoie Lobsang Samten chercher Heinrich Harrer, qui le lui présente. Le dalaï-lama lui pose alors une multitude de questions, donnant le ton à leurs autres rencontres et discussions sur la politique internationale, la géographie et la science.
À la suite de l'intervention militaire chinoise au Tibet, le dalaï-lama et Lobsang Samten, gravement malade, partent le 20 décembre 1951 de Lhassa pour Yatung, où ils arrivent le 4 janvier 1951. Sur place, le protocole se relâche et le dalaï-lama est libre de se comporter comme un jeune de son âge, et, avec Lobsang Samten qui recouvre sa santé au printemps, il parcourt les collines de la vallée de Chumbi.
Il est reçu à la Mission de l'Inde à Lhassa en août-septembre 1951 à l'époque où les Chinois sont arrivés à Lhassa, précédés du général Zhang Jingwu, le représentant du Comité central du Parti communiste chinois.
Le dalaï-lama donne à Lobsang Samten la fonction de Chikyap Khènpo (grand chambellan), chargé des relations officielles entre le dalaï-lama et la branche monastique du gouvernement d’une part, et les commandants chinois à Lhassa d’autre part.
Le 11 juillet 1954, il fait partie du voyage quand le dalaï-lama quitte le Norbulingka pour Pékin accompagné de Ling Rinpoché, Trijang Rinpoché, d'autres lamas importants, et des membres de sa famille, Tsering Dolma, son mari Phuntsok Tashi Takla, Tendzin Choegyal, et sa mère. Il fit une partie du voyage dans la Dodge de 1931 avec le dalaï-lama.
Au titre de Chikyap Khènpo, il rencontre notamment Alan Winnington (de), reporter britannique d’un journal communiste, qui peu après le retour du dalaï-lama de Pékin en juin 1955 a été invité au Tibet par les Chinois.
Lobsang Samten est un des membres du petit groupe parti de Lhassa fin novembre 1956 avec le dalaï-lama et le panchen-lama participe aux cérémonies du 2 500e anniversaire de la mort du Bouddha. Ils se rendent à Gangtok au Sikkim puis à New Delhi, aux côtés du Maharaja Kumar de Sikkim, Palden Thondup Namgyal président de la Société de la Maha Bodhi.
Lobsang Samten, en mauvaise santé, et épuisé nerveusement par le rôle d’intermédiaire auprès des Chinois à Lhassa renonce à sa fonction et reste en Inde, tandis que le dalaï-lama retourne au Tibet en 1957.
Thoubtèn Eudèn P’ala remplace Lobsang Samten dans cette fonction.
Lobsang Samten est directeur de l'Institut de médecine et d'astrologie tibétaine de 1980 jusqu'à sa mort en septembre 1985, à l'âge de 53 ans. Il a fait partie de la 1re mission d'enquête au Tibet envoyée par le dalaï-lama en 1979. Il déclare à son retour : « Nous avons vu des choses incroyables et révoltantes. Je suis désespéré. Notre civilisation est anéantie. Si au moins les communistes avaient aidé les gens après cette destruction ! Mais, au contraire, ils ont détruit ce qui existait sans rien nous donner à la place ».
Sa femme, Namgyal Lhamo Taklha et leurs 2 enfants Tenzin et Chuki, lui survivent.
Son fils, Tenzin (Namdhak) Taklha, est le secrétaire et porte parole du dalaï-lama,,.